# 아타귄 얄층카야
아타귄 얄층카야(튀르키예어: Atagün Yalçınkaya, 1986년 12월 14일~)는 튀르키예의 전직 권투 선수이다. 2004년 하계 올림픽에서 라이트플라이급 은메달을 획득했다.

## 경력
1986년 앙카라주 알튼다에서 태어났다.
2003년 9월 리투아니아 카우나스에서 열린 유럽 유스 선수권 대회에서 러시아의 데니스 세크레토프를 꺾고 금메달을 획득했으며 같은 해 11월 이탈리아 로마에서 열린 유럽 학생 선수권 대회에서 러시아의 데니스 쿠바소프를 꺾고 금메달을 획득했다.
2004년 8월 그리스 아테네에서 열린 2004년 하계 올림픽에 참가했고 17세의 나이로 라이트플라이급 은메달을 획득했다. 알층카야는 튀르키예 역대 최연소 올림픽 메달리스트가 되었다.